# 절파

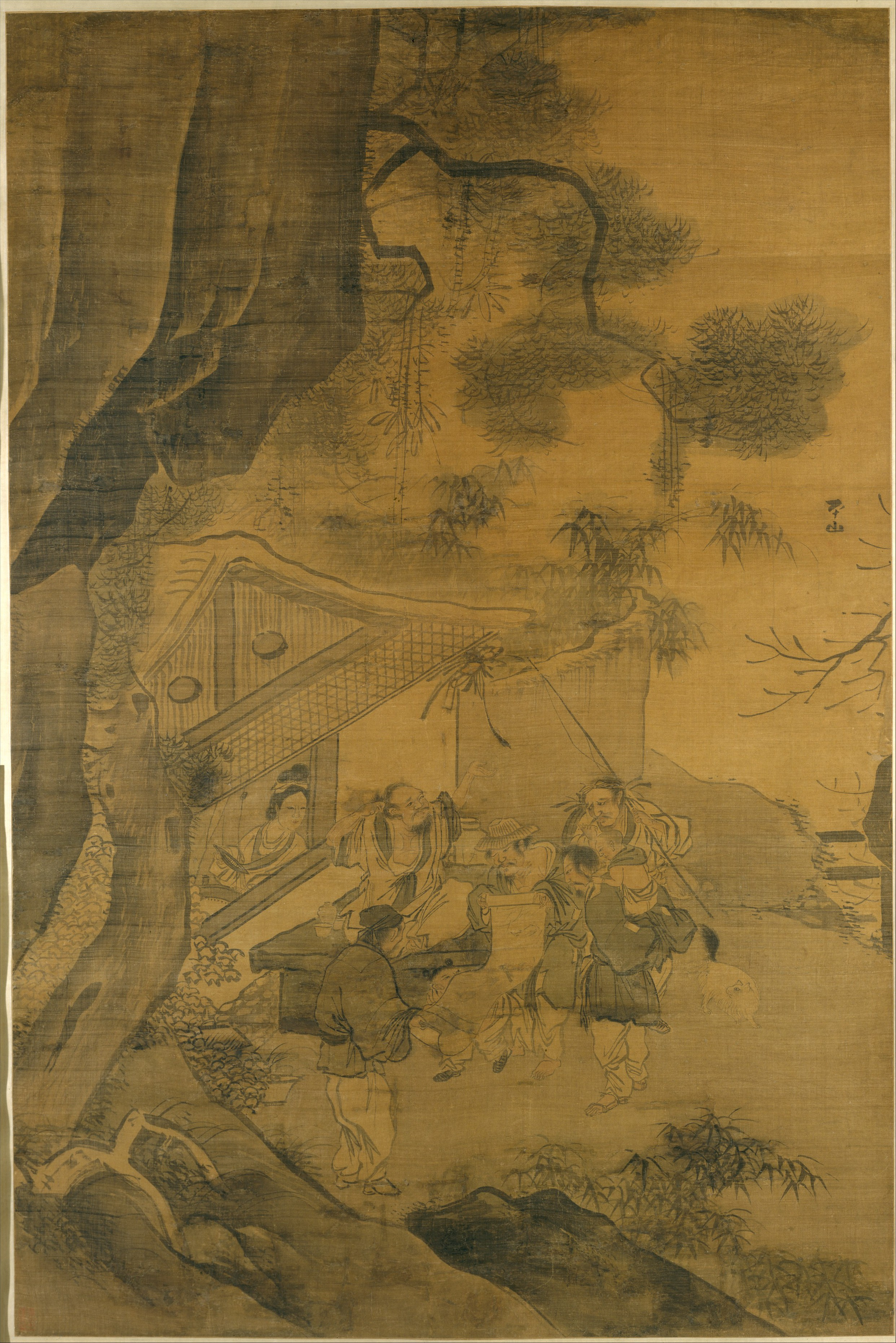
절파

절파(浙派)는 명나라 시대 중국 북부를 중심으로 활동한 예술가들을 통칭한다. 저명한 화가 대진이 절파를 이끌었는데, 대진은 절파의 창시자이기도 하였다. '절파'라는 이름은 창시자인 대진이 태어난 저장성에서 따온 이름이다. 사실 절파에 속한 화가들은 특별히 새로운 화풍을 추구한 것이 아니라, 남송 시대의 화풍을 그대로 따라 대형화나 장식적인 그림들만을 주로 그렸기에 이름처럼 하나의 파를 이루었다고는 할 수는 없다. 절파의 그림들은 대부분 보수적이고, 의례적이며 학구적인 풍을 띠고 있다. 명나라 시대에 송나라 시대의 화풍을 되살리려 하였다는 데에 그 의의가 있다. 

## 같이 보기
- 오문화파
- 중국화 (회화)
- 문인화